# To the Sea
To the Sea ist das fünfte Album des US-amerikanischen Gitarristen und Songwriters Jack Johnson. Es erschien am 28. Mai 2010 und beinhaltet 13 Lieder. Die erste Singleauskopplung You and Your Heart erschien am 22. April 2010.

## Musikstil
Auf dem Album tritt die Akustikgitarre etwas in den Hintergrund, die Band Jack Johnsons ist mehr als zuvor zu hören.

## Entstehung
Am 19. Januar 2010 wurde über die Homepage des Künstlers bekannt gegeben, dass er mit seiner Band an einem neuen Album arbeite. Am 1. Februar 2010 wurde dort als Veröffentlichungsdatum der 1. Juni 2010 genannt. Das Album wurde binnen drei Wochen in Johnsons eigenen mit Solarenergie betriebenen Studios The Mango Tree in Hawaii und dem Solar Powered Plastic Plant in Los Angeles aufgenommen. Es wurde dort in einem Raum aufgenommen, wobei es Johnson darum ging, möglichst wenig Overdubs zu verwenden und den Klang einer spielenden Band und der „ineinanderfließenden“ Instrumente aufzunehmen. To the Sea erschien auf Johnsons eigenem Label Brushfire Records. Die erste Single You and Your Heart war bereits zuvor über Radio und iTunes veröffentlicht worden.
Den Albumtitel bezog Johnson auf einen Vater, der seinen Sohn zum Meer führe, wobei das Wasser das Unterbewusste repräsentiere. Es ginge darum, unter die Oberfläche zu blicken und sich selbst zu verstehen. Das Album handle sowohl davon, wie er zu seinen drei Kindern stehe, als auch davon der Sohn seines Vaters zu sein.

## Rezeption
Das Album erhielt überwiegend gute Kritiken. Eberhard Dobler von Laut.de schrieb, man höre, dass Jack Johnson sich lieber dem natürlichen Rhythmus der Wellen hingibt als einzig einer monetären Logik zu folgen. Dies sei auch gut und richtig so. Allerdings sei auch kein „Sack voll Überraschungen“ zu hören. Die Platte wurde mit drei von fünf Sternen bewertet. Allmusic gab dem Album in Person von Stephen Thomas Erlewine vier von fünf Sternen. Es handle sich um eine „bessere“ Pop-Platte, ein Album eines „Soft-Rock-Superstars“. Auch wenn die „höflich groovende“ Band das Tempo etwas anziehe, käme es jedoch nicht zu Schweißausbrüchen.

## Titelliste
1. You and Your Heart – 3:12
2. To the Sea – 3:30
3. No Good with Faces – 3:31
4. At or with Me – 3:57
5. When I Look Up – 0:58
6. From the Clouds – 3:05
7. My Little Girl – 2:21
8. Turn Your Love – 3:12
9. The Upsetter – 3:49
10. Red Wine, Mistakes, Mythology – 4:03
11. Pictures of People Taking Pictures – 3:19
12. Anything but the Truth – 2:53
13. Only the Ocean – 3:39

## Kommerzieller Erfolg

### Chartplatzierungen
| ChartsChartplatzierungen       | Höchstplatzierung | Wochen |
| ------------------------------ | ----------------- | ------ |
| Deutschland (GfK)              | 4 (16 Wo.)        | 16     |
| Österreich (Ö3)                | 4 (17 Wo.)        | 17     |
| Schweiz (IFPI)                 | 1 (18 Wo.)        | 18     |
| Vereinigte Staaten (Billboard) | 1 (31 Wo.)        | 31     |
| Vereinigtes Königreich (OCC)   | 1 (10 Wo.)        | 10     |

| ChartsJahrescharts (2010)      | Platzierung |
| ------------------------------ | ----------- |
| Deutschland (GfK)              | 88          |
| Österreich (Ö3)                | 68          |
| Vereinigte Staaten (Billboard) | 33          |

### Auszeichnungen für Musikverkäufe
| Land/Region                  | Auszeichnungen für Musikverkäufe (Land/Region, Auszeichnung, Verkäufe) | Verkäufe |
| ---------------------------- | ---------------------------------------------------------------------- | -------- |
| Australien (ARIA)            | Platin                                                                 | 70.000   |
| Deutschland (BVMI)           | Gold                                                                   | 100.000  |
| Kanada (MC)                  | Platin                                                                 | 80.000   |
| Neuseeland (RMNZ)            | Gold                                                                   | 7.500    |
| Schweiz (IFPI)               | Gold                                                                   | 15.000   |
| Vereinigte Staaten (RIAA)    | Gold                                                                   | 500.000  |
| Vereinigtes Königreich (BPI) | Gold                                                                   | 100.000  |
| Insgesamt                    | 5× Gold · 2× Platin ·                                                  | 872.500  |

Hauptartikel: Jack Johnson (Musiker)/Auszeichnungen für Musikverkäufe